# Hydrolagus melanophasma
Hydrolagus melanophasma is een vis uit de familie kortneusdraakvissen. De vis komt voor de Grote Oceaan met name in de open wateren rond Baja California en Mexico. De soort komt voor op diepten van 577 tot 1400 m. De vis kan een lengte bereiken van 120 cm.